# Paul Roethig
Oskar Moritz Paul Roethig, Paul Röthig (ur. 24 kwietnia 1874 w Berlinie, zm. 4 kwietnia 1940 tamże) – niemiecki lekarz neurolog i neuroanatom, polityk komunalny związany z Charlottenburgiem.

## Życiorys
Syn nauczyciela matematyki Johanna Wilhelma Oscara Roethiga (1833–1903) i jego żony Friederike Joaneth Marie Hayn. Ukończył Gimnazjum Fryderyka Wilhelma w Berlinie, następnie studiował na Uniwersytecie we Fryburgu i Uniwersytecie Fryderyka Wilhelma w Berlinie. 28 stycznia 1898 roku otrzymał tytuł doktora medycyny. Następnie pracował w Instytucie Anatomiczno-Biologicznym u Oskara Hertwiga, do 1904 roku. Odbywał podróże naukowe i pracował w Instytucie Ludwiga Edingera we Frankfurcie nad Menem, w Amsterdamie u Ariënsa Kappersa, i w Stacji Zoologicznej Szwedzkiej Akademii Nauk w Kristineberg koło Fiskebäckskil. Od 1914 roku asystent Heinricha Waldeyera w berlińskim Instytucie Anatomicznym, gdzie zajmował się neuroanatomią. W 1914 zgłosił się na ochotnika do armii i został przydzielony do lazaretu na froncie francuskim.
W 1918 został profesorem tytularnym, w 1930 roku mianowany profesorem honorowym na Uniwersytecie w Berlinie. W 1933 roku z powodu żydowskiego pochodzenia stracił posadę i prawo do nauczania. Za wstawiennictwem Rudolfa Ficka przyznano mu emeryturę, ale z inicjatywy następcy Ficka, Hermanna Stievego, odebrano mu pomieszczenie do pracy. Roethig załamał się psychicznie i zmarł w klinice psychiatrycznej.

## Dorobek naukowy
Roethig zajmował się przede wszystkim neuroanatomią porównawczą niższych kręgowców. W 1904 roku opublikował podręcznik techniki embriologicznej. Jego ostatnia większa praca poświęcona mózgowiu płazów beznogich nie ukazała się drukiem.

## Prace
- Über Linsenregeneration. Berlin: G. Schade, 1898
- Ueber den Bau der Ganglienzelle. „Medizinische Woche”. 50 (2), s. 511–515, 1900.
- Ueber die Ruckenrinne beim Ei des Triton taeniatus. „Anatomischer Anzeiger”. 19 (22), s. 561–567, 1901.
- Ueber einen neuen Farbstoff, namens „Kresofuchsin”. „Archiv für mikroskopische Anatomie”. 56 (2), s. 354–361, 1900. DOI: 10.1007/BF02976164.
- P. Röthig, Theodor Brugsoh, Die Entwicklung des Labyrinthes beim Huhn, „Archiv für Mikroskopische Anatomie”, 59 (1), 1902, s. 354–388, DOI: 10.1007/BF02885005.
- Wechselbeziehung zwischen metachromatischer Kern- und Protoplasmafärbung der Ganglienzelle und dem Wassergehalt alkoholischer Hämatoxylinlösungen. Zeitschrift für wissenschaftliche Mikroskopie und mikroskopische Technik 23, 1903
- Handbuch der embryologischen Technik. Wiesbaden: Bergmann, 1904
- Die Entwicklung des Mesoderms bei der Elite, dem Kiebitz und der Move. „Archiv für mikroskopische Anatomie”. 70 (1), s. 768–779, 1907. DOI: 10.1007/BF02979994.
- Eine Vorrichtung zum lebenswarmen Fixieren und leichten Transportieren der Eileitereier der Vögel. „Zeitschrift für wissenschaftliche Mikroskopie und für mikroskopische Technik”. 25 (1), s. 68–69, 1908.
- Entwicklung der elastischen Fasern. Zeitschrift für Anatomie und Entwicklungsgeschichte 17, ss. 300–336, 1909
- Untersuchungen am Zentralnervensystem von mit Arsacetin behandelten Mäusen (sogenannten künstlichen Tanzmäusen). „Frankfurter Zeitschrift für Pathologie”. 3, s. 273–282, 1909.
- Weitere Untersuchungen am Zentralnervensystem von mit Arsacetin behandelten Mäusen (sogenannten künstlichen Tanzmäusen). „Deutsche Medizinische Wochenschrift”. 35 (50), s. 2213–2213, 1909. DOI: 10.1055/s-0029-1201907.
- Zur Darstellung der Zellgruppierungen im Zentralnervensystem. „Folia neurobiologica”. 2 (4), s. 385–388, 1909.
- Riechbahnen, Septum und Thalamus bei Didelphys marsupialis. Abhandlungen der Senckenbergischen Naturforschenden Gesellschaft 31, ss. 1–19, 1910
- Zellanordnungen und Faserzüge im Vorderhirn von Siren lacertina. Abhandlungen der Königlich Preussischen Akademie der Wissenschaften, 1911
- Beiträge zum Studium des Zentralnervensystems der Wirbeltiere. 1. Ein Faserzug am Boden des Recessus praeopticus (Tractus praeopticus) bei den Amphibien. Archiv für mikroskopische Anatomie 77, 1911
- Beiträge zum Studium des Zentralnervensystems der Wirbeltiere. 3. Zur Phylogenese des Hypothalamus. „Folia neuro-biologica”. 5, s. 913–927, 1911.
- Beiträge zum Studium des Zentralnervensystems der Wirbeltiere. 4. Die markhaltigen Faserzüge im Vorderhirn von Necturus maculatus. „Archiv für Anatomie und Physiologie. Physiologische Abteilung”. 1-2, s. 49, 1911.
- Beiträge zum Studium des Centralnervensystems der Wirbeltiere. 5. Die Zellanordnungen im Vorderhirn der Amphibien, mit besonderer Berücksichtigung der Septumkerne und ihr Vergleich mit den Verhältnissen bei Testudo und Lacerta. „Verhandelingen der Koninklijke Akademie van Wetenschappen te Amsterdam”. 17, s. 1–73, 1912.
- Bijdragen tot de leer der neurobiotaxis; de verschuiving der motorische kernen in de oblongata van Myxine glutinosa en bij sommige amphibien (Necturus mac., Cryptobranchus japonicus, Bufo en Rana). „Verslagen van de gewone vergaderingen der Wis- en Natuurkundige Afdeeling”, s. 315–323, 1913.
- Röthig P., Ariens C.U.. Further contributions to our knowledge of the brain of Myxine glutinosa. „Koninklijke Nederlandse Akademie van Wetenschappen Proceedings Series B Physical Sciences”. 17, s. 1–12, 1914.
- Ueber eine Nachfarbung bei Weigert-Pal-Präparaten. „Neurologisches Centralblatt”. 33 (4), s. 244, 1914.
- Weitere Erfahrungen uber Vital-Scharlach VIII. „Neurologisches Centralblatt”. 42 (7–8), s. 265, 1915.
- Äther als Fixationsmittel. Zeitschrift für wissenschaftliche Mikroskopie und für mikroskopische Technik  38, s. 339, 1921
- Beiträge zum Studium des Zentralnervensystems der Wirbeltiere. 8. Über das Zwischenhirn der Amphibien. „Archiv für mikroskopische Anatomie und Entwicklungsmechanik”. 98 (3-4), s. 616–645, 1923. DOI: 10.1007/BF02108346.
- Beitrage zum Studium des Zentralnervensystems der Wirbeltiere. 9. Ueber die Faserzüge im Zwischenhirn der Urodelen. „Zeitschrift für mikroskopisch-anatomische Forschung”. 1 (1), 1924.brak numeru strony
- Zur sogenannten „neuen” Paraffineinbettungsmethode (Hitoshi Watanabe). „Zeitschrift für wissenschaftliche Mikroskopie und für mikroskopische Technik”. 42 (3), s. 329–330, 1925.
- Beiträge zum Studium des Zentralnervensystems der Wirbeltiere. 10. Uber die Faserzuge im Vorder- und Zwischenhirn der Anuren. „Zeitschrift für mikroskopisch-anatomische Forschung”. 5, s. 24–58, 1926.
- Beiträge zum Studium des Zentralnervensystems der Wirbeltiere. 11. Über die Faserzüge im Mittelhirn, Kleinhirn und der Medulla oblongata der Urodelen und Anuren. „Zeitschrift für mikroskopisch-anatomische Forschung”. 10, s. 381–472, 1927.
- Beiträge zum Studium des Zentralnervensystems der Wirbeltiere. 12. Marchi-Untersuchungen am Ranagehirn. „Zeitschrift für mikroskopisch-anatomische Forschung”. 11, s. 551–564, 1927.
- Einige Erfahrungen mit technischen Methoden zur Untersuchung kleinerer Gehirne. „Zeitschrift für mikroskopisch-anatomische Forschung”. 24, s. 399–411, 1931.